# Mr. Robinson's Quango
«Mr. Robinson's Quango» —en español: «La autoridad administrativa independiente del señor Robinson»— es la octava canción del cuarto álbum de estudio de la banda inglesa Blur, The Great Escape. La canción fue el primer tema del álbum en ser grabado.
Fue la primera canción grabada para el álbum; las presentaciones en vivo se remontan a septiembre de 1994, menos de seis meses después del lanzamiento de Parklife.
En general, la canción es una dura burla obvia para los burócratas ricos de derecha.

## Personal
- Damon Albarn - voz, sintetizadores
Graham Coxon - guitarra eléctrica, coros
Alex James - bajo
Dave Rowntree - batería